# Luz Elena González
Luz Elena González de la Torre (Guadalajara, 22 de agosto de 1974) é uma atriz e modelo mexicana.

## Biografia
Luz Elena começou sua carreira ao participar do concurso Nuestra Belleza Jalisco, no qual ganhou e foi diretamente para o concurso nacional Nuestra Belleza México em 1994, ficando em  3º lugar.
Foi em 1997 quando apresentou ao lado de Jorge Ortiz de Pinedo, o programa noturno de variedades "Al ritmo de la noche" ela ficou em evidência, e isso lhe deu a oportunidade de atuar em telenovelas.
Participou na segunda temporada de Ugly Betty como atriz dentro de uma novela na série.
Em 2010 atuou na telenovela Hasta que el dinero nos separe, interpretando Victoria "Vicky" De la Parra "La pajarita".
Já para 2011 foi chamada pelo produtor Juan Osorio para protagonizar a telenovela Una familia con suerte ao lado de Arath de la Torre e Mayrín Villanueva.

## Telenovelas
- Mi fortuna es amarte (2021-2022) - Soledad "Chole" Pascual Gama de Martínez
- Te doy la vida (2020) - Paulina Reyes
- Sin tu mirada (2017-2018) - Susana Balmaceda
- Enamorándome de Ramón (2017) - Roxana Herrera Rubio de Medina
- Antes muerta que Lichita (2015-2016) - Jesusa "Chuchette" Urrieta
- Mi corazón es tuyo (2014) - Magdalena "Magda"
- Libre para amarte (2013) - Romina Montenegro
- Una familia con suerte (2011-2012) - Graciela Torres de Rinaldi
- Hasta que el dinero nos separe (2009) - Vicky de la Parra
- Querida Enemiga (2008) - Diana Ruiz
- Alegrijes y rebujos (2003) - Irene Calleja
- Entre el amor y el odio (2002) - Fernanda
- Por un beso (2000) - Rita Jiménez de Ornelas
- Siempre te amaré (2000) - Mara
- El niño que vino del mar (1999) - Jacinta
- Preciosa (1998) - Milagros Ortiz
- Mi querida Isabel (1997)

## Séries
- Mujeres Asesinas (2010)
- Al medio día (2006)
- El Cara de chango 2 (2005)
- La Escuelita VIP - Lucecita (2003/2004)
- Doble secuestro (2003) - Valeria Montemayor
- El Cara de chango (2003) - Sonia Montano
- Cero en conducta (1998) - Rosa Davalos Montes (1998–1999)
- Al ritmo de la noche - (1997)
- Siempre en domingo (1971/I) (1992–1993)